# ナツメ

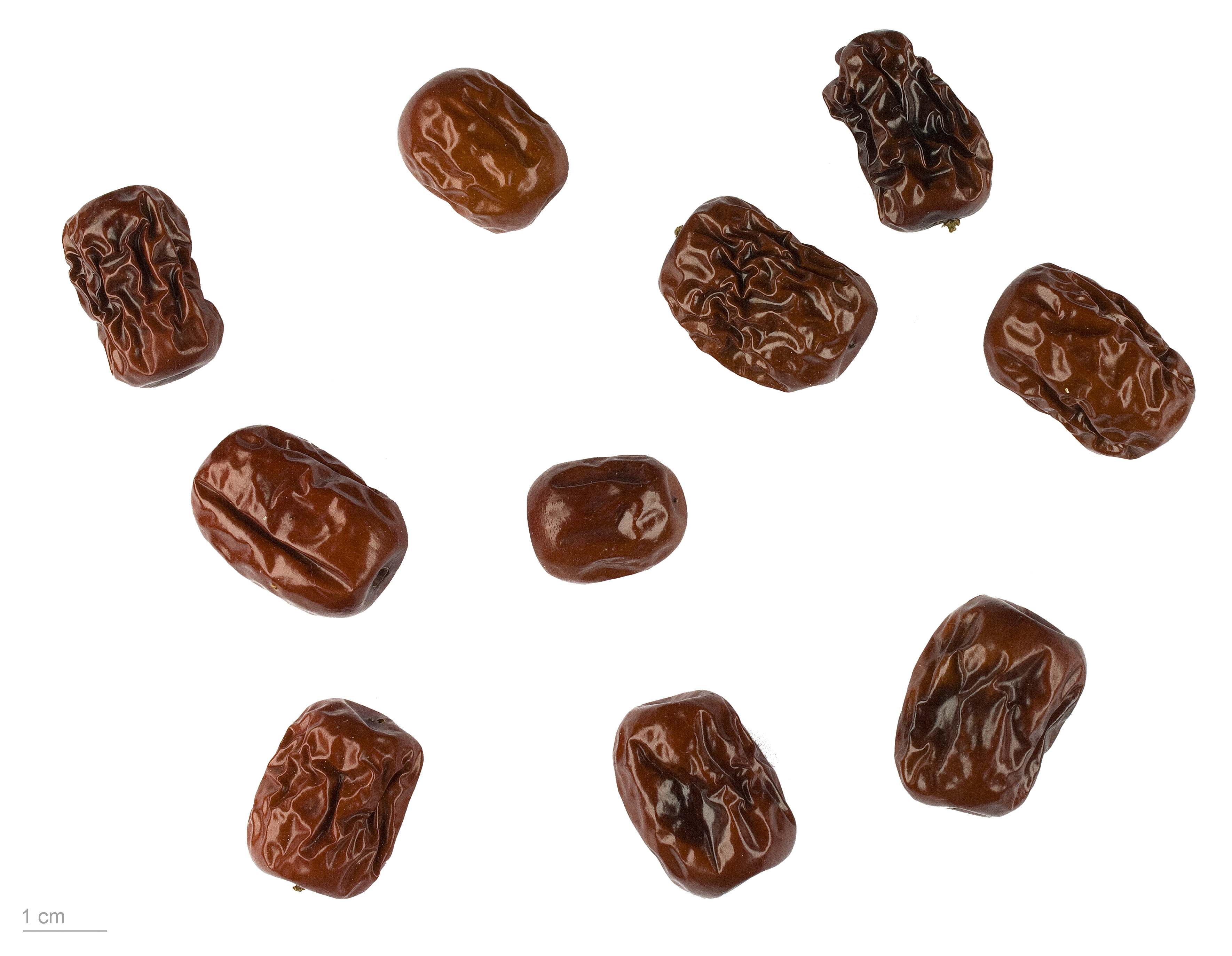
Ziziphus zizyphus

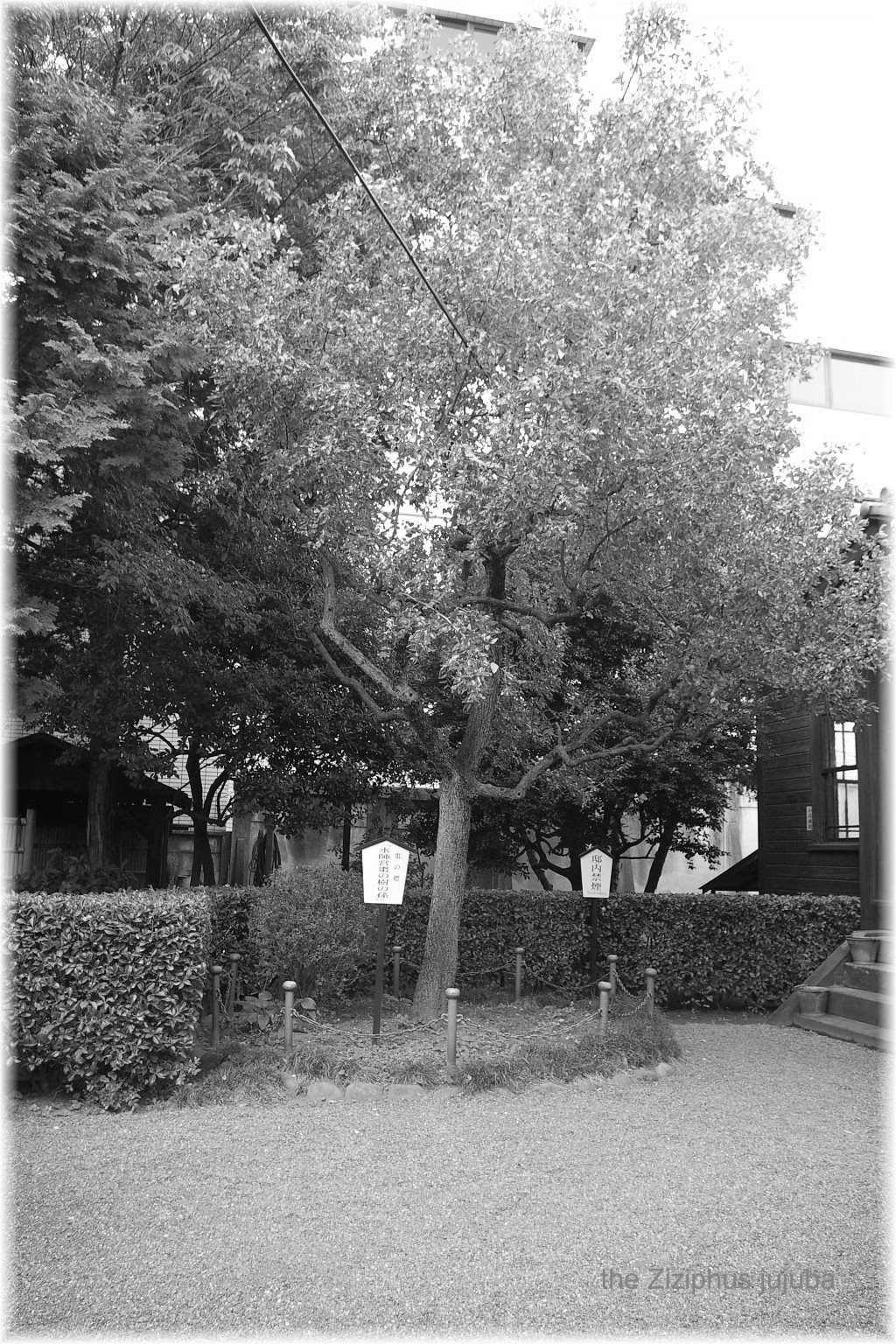
唱歌に詠われた水師営のナツメの木（乃木邸内）

ナツメ（棗、学名: Ziziphus jujuba または Ziziphus jujuba var. inermis）は、クロウメモドキ科の落葉小高木である。和名は夏に入って芽が出ること（夏芽）に由来する。中国植物名（漢名）は、棗（そう）という。英語ではjujube またはChinese date（中国のナツメヤシ）という。
果実は乾燥させたり（干しなつめ）、菓子材料として食用にされ、また生薬としても用いられる。
ナツメヤシはヤシ科の単子葉植物で果実が似ていることから。またナツメグはニクズク属樹木ニクズクの種子でありそれぞれ別種。

## 学名
- 1753年 - カール・フォン・リンネが Rhamnus zizyphus として記載。
- 1768年 - フィリップ・ミラーが Ziziphus jujuba[7]として記載。クロウメモドキ属 (Rhamnus) から分離したので、新しい属名としてリンネによる種小名を属名に昇格（ただしおそらくは何らかの間違いで1文字変わった）させ、トートニム（属名と種小名を同じにすること）は植物命名では認められないため新たに種小名をつけた。
- 1882年 - ヘルマン・カールステンが Ziziphus zizyphus として記載。Ziziphus と zizyphus は1文字違うのでトートニムにはならず、リンネのつけた種小名が引き続き有効であることを指摘した。

## 特徴
南ヨーロッパ原産、中国・西アジアへ伝わり、中国北部の原産ともいわれている。日本への渡来は奈良時代以前とされていて、6世紀後半の遺跡から果実の核が出土している。野生状態のものもあるが、主には栽培されている。日本では古くから栽培されてきたが、現在では公園や街路、まれに庭などに植えられる。
落葉広葉樹の小高木で、樹高は5メートル (m) ほどになる。枝は棘が対生するが、なかには棘がないものもある。葉の出る時期は遅く、和名の由来ともなっている。若い苗でも根が太く、茎には鋭い棘がある。葉は小枝に互生して、羽状複葉のようにも見える。葉身は卵形で落葉樹ではめずらしく強い光沢があり、3本の葉脈が目立つ。
花期は初夏（6月ごろ）で、花は淡緑色や黄色で小さく目立たず、葉腋に数個ずつつける。果実は核果で、長さ2 - 3センチメートル (cm) ほどの卵形か長楕円形または球形で、果皮はなめらか、中に1個の種子が入る。熟すと暗紅色になり、落葉後も枝に残り、次第に乾燥してしわができる（英語名のとおりナツメヤシの果実に似る）。種子の発芽率は極めて高く、親木の周囲には子苗がたくさん生じる。
同属は多く熱帯から亜熱帯に分布し、ナツメ以外にも食用にされるものはあるが、ナツメが最も寒さに強い。

## 栽培
日当たりが良く、排水が良いところであれば土質を選ばないため栽培しやすい。繁殖は実生または株分けで行われる。

## 利用
果実はビタミン豊富で食用や薬用になる。樹木は庭木などに利用される。木材としては、硬く、使い込むことで色艶が増す事から、高級工芸品（茶入れ、器具、仏具、家具）等に使われている。その他、ヴァイオリンのフィッティング（ペグ、テイルピース、顎当て、エンドピン）にも使われている。比重としてはツゲと黒檀の中間程度。

### 食用
果実は果皮が少しだけ茶色になったころが食べごろで、その時点では黄白色の果肉が詰まっていて、リンゴのような味がして美味である。果皮が緑色の時期に収穫しても食べられる。収穫後は傷みやすいことから、冷凍庫で保存しておくと長期保存できる。
日本では、果実を砂糖と醤油で甘露煮にし、おかずとして食卓に並ぶ風習が、古くから飛騨地方のみで見受けられる。煮物に加えても良い。
中国では乾果の砂糖漬を高級の菓子として賞味する。また、ナツメの餡は"枣泥"（拼音: zǎoní）として中国の伝統的な餡の一種で知られる。
韓国では、薬膳料理として日本でも知られるサムゲタンの材料に使われるほか、砂糖・蜂蜜と煮たものを「テチュ茶（ナツメ茶）」と称して飲用する。
欧米には19世紀に導入されキャンディ（当初はのど飴）の材料として使われるようになった。また葉に含まれる成分ジジフィン（Ziziphin）は、舌で甘味を感じにくくさせる効果がある。

### 生薬
ナツメまたはその近縁植物の実を乾燥したものは大棗（たいそう）、種子は酸棗仁（さんそうにん）と称する生薬である（日本薬局方においては大棗がナツメの実とされ、酸棗仁がサネブトナツメの種子とされている。）。大棗は、果実が大きく、果肉が豊富なものを良品とし、種子が大きいものは実太（さねぶと）という。秋（9 - 10月）に果実が黄褐色になったときに採って、蒸した後に天日で乾燥させる。日本へは、中国原産の薬用品を輸入している。
大棗には強壮作用・鎮静作用が有るとされる。甘みがあり、緩和、強壮、利尿の薬として、漢方では多種の配剤があり、葛根湯、甘麦大棗湯などの漢方薬に配合されている。生姜（しょうきょう）との組み合わせで、副作用の緩和などを目的に多数の漢方方剤に配合されている。民間では、筋肉の痛み、知覚過敏、咽頭炎に、1日大棗3 - 5グラムを水300 - 400 ㏄で煎じ、3回に分けて服用する用法が知られている。ただし胃の弱い人や、癇をもつ小児への服用は控えた方が良いという意見もある。
このほか、胃腸が弱っているときに起こる疲労倦怠や食欲不振、冷え性、不眠に対する薬効もあるとされ、ホワイトリカー1.8リットルにナツメ果実200グラムを入れて1か月以上漬け込んだナツメ酒を、就寝前に猪口1杯を飲む。ナツメには睡眠と関係があるオレアミドが含まれている。
酸棗仁には鎮静作用・催眠作用が有るとされる。酸味があり、補性作用・降性作用がある。酸棗仁湯に配合されている。

### その他
庭木や街路樹としても用いる。
茶器にも「棗」があるが、これは形がナツメの果実に似ることからついた名称である。